# 飛白書
飞白，又名飞白书，是中国書法中的一种技法，指在书写时，毛笔笔头没有完全出墨，出现枯笔，使得笔划中留有拖丝或留白的现象。因令人以飞动之感，故称飞白。
張懷瓘《書斷》載，“飛白書者，後漢左中郎將蔡邕所作也”。黄伯思在《东观余论》中解释飞白之名为“取其若丝发处谓之白，其势飞举为之飞”。飛白盛行於唐代，唐太宗本人即善飞白，笔力遒劲，尤为一时之绝。贞观十八年二月十七日（644年3月30日）， 太宗赐宴于玄武门，三品以上的政要全部出席。太宗操笔作飞白书，群臣乘酒，就太宗手中相競，散骑常侍刘洎登御床引手然后得之。有人稱劉洎當處死。太宗卻說：“昔闻婕妤辞辇，今见常侍登床。”竟不加罪。唐高宗亦雅好飛白，曾赐戴至德、郝处俊、李敬玄、崔知悌等人。欧阳询致力飞白的写作，《书断》认为他的“飞白冠绝，峻于后人，有龙蛇战斗之象，云雾轻浓之势，风旋电激，掀举若神。”
飛白的成熟期在於宋朝，“五代以来，书札无体，钟、王之法几乎绝矣。（宋）太宗在南宫，留意翰墨，自是学者书体丕变。”宋太宗在雍熙三年（986年）始学「飞白」，“出飞白二十轴赐宰相吕端等，人五轴，又以四十轴藏秘阁，字皆方圆数尺。”朱長文認為“飞白之法，始于蔡邕，工于羲、献、肖子云，而大盛于二圣（宋太宗、仁宗）间。自古飞白罕有传者，惟先帝（宋太宗）兴之于已坠，永耀于将来。”北宋吳中復擔任殿中侍御史，风节峻厉，曾弹劾宰相梁适、甲沆等权贵，宋仁宗以飛白體写“铁御史”赐之。晏殊寫有四篇书法言论，《飞白书赋》、《御飞白书扇赋》、《谢赐飞白书表》、《御飞白书记》。蘇軾讚美飛白說：“其飞白，美哉多乎，其尽万物之态也。霏霏乎若轻云之蔽月，翻翻乎若长风之卷旆也。猗猗乎其若游丝之萦柳絮，袅袅乎其若流水之舞荇带也。”宋太宗雖好飛白，卻認為“飞白字势难工”，後代有“废绝”的可能，北宋曹皇后出身將門，也善書飛白書。清人陆绍曾辑《飞白录》，收入飞白作者102人。